# Portugália miniszterelnökeinek listája
A portugál miniszterelnök a portugál kormány vezetője. Koordinálja a miniszterek tevékenységét, képviseli a kormányt, beszámol tevékenységéről, felelős a portugál Nemzetgyűlésnek, és tájékoztatja a köztársasági elnököt.
A miniszterelnöki mandátumok száma nem korlátozott. A miniszterelnököt a köztársasági elnök nevezi ki a törvényhozási választás után és a Nemzetgyűlésben képviselt pártok vezetőivel lefolytatott konzultáció eredményeként. Jellemzően annak a pártnak a vezetője kap megbízást, amely a választáson többségi támogatást nyer.
A miniszterelnök hivatalos rezidenciája a São Bento-palota kastélya, amelyet néha "São Bento-palota" néven is neveznek, bár számos miniszterelnök nem élt itt teljes mandátuma alatt.

## Történet
A jelenlegi portugál miniszterelnöki beosztás eredete a Portugál Királyság 12. századi kezdeteire tehető. Jellemzően a portugál király egyik vezető tisztviselője biztosította a monarchia adminisztrációja működését, koordinálta a többi udvari tisztviselőt. A történelem során ez a kiemelt beosztás sorban a Palota Mesterére (portugálul Mordomo-Mor), a Kancellárra (Chancellor-Mor), a király személyi titkárára (Escrivão da Puridade), végül az államtitkárra (Secretário de Estado) szállt.
1736-ban három államtitkári beosztást hoztak létre, amelyek között a Királyság belügyi államtitkára kiemelt helyet foglalt el.
Az 1820-as Portói Liberális Forradalom után az országban parlamentarizmust vezettek be. Ennek első időszakában három és hat között mozgott az államtitkárok száma, de köztük a vezető pozíciót mindig a belügyi államtitkár töltötte be. Egy rövid abszolutista restauráció után megkezdődött a második liberális periódus. Azután, az új alkotmányos monarchia kiépülésével létrehozták a "minisztertanács elnöke" beosztást. Vitathatatlanul ők voltak a királyság kormányának vezetői, olyan végrehajtó hatalom birtokosai, ami csak az uralkodót illette meg, hatalmukat csak a Nemzeti Kongresszus ellenőrizte, korlátozta.
Az 1910. október 5-én lezajlott forradalom eredményeként létrejött Köztársaságban a kormány vezetője a "Minisztérium Elnöke" (President do Ministério) elnevezést kapta. Ebben az időszakban a kormányfő az erős Nemzetgyűlés felügyelete állt. A parlamenti viszályok és társadalmi instabilitás miatt gyakori volt a kormányváltozás.
Az 1926. május 28-i államcsíny után, és különösen António de Oliveira Salazar Estado Novo néven ismert kvázi-fasiszta diktatúrája idején a miniszterelnök ismét a "Minisztertanács Elnöke" címet viselte, névleg az ország legfontosabb tisztségviselője volt. Salazar, majd Marcello Caetano együtt összesen majd’ 42 évig viselték ezt a beosztást.

## Miniszterelnökök
A miniszterelnökök sorszámozása az alkotmányos monarchia első Minisztertanácsa elnökével kezdődik.
A színek a miniszterelnökök párthovatartozását jelzik.
      Pártonkívüli

      Chartist/Chamorro

      Chamorro

      Szeptembrista

      Újjászületés

      Történelmi

      Reformista

      Újjászületés/Történelmi

      Haladó

      Liberális Újjászületés

      Republikánus

      Demokrata

      Nemzeti Republikánus/Szidonista

      Republikánus Liberális

      Reconstitution Party

      Nationalist Republican

      Democratic Leftwing Republican

      National Union/People's National Action

      Democratic Renewal Party

      Szocialista

      Szociáldemokrata/Democratic Alliance

      Democratic and Social Centre/Democratic Alliance

### Alkotmányos monarchia – Második liberalizmus (1834–1910)
| #  | Portré | Név (Született–Meghalt)                                                                                         | Hivatalban — Mandátumok           | Hivatalban — Mandátumok  | Politikai párt                       | Uralkodó (uralkodás ideje)                        |
| -- | --- | --- | --------------------------------- | ------------------------ | ------------------------------------ | ------------------------------------------------- |
| 1  | | Pedro de Sousa Holstein, Palmela márkija (1781–1850)                                                            | 1834. szeptember 24.              | 1835. május 4.           | Chartista/"Chamorro"                 | II. Dicsőséges Mária és II. Ferdinánd (1834–1853) |
| 1  | 1834-es törvényhozási választás | Pedro de Sousa Holstein, Palmela márkija (1781–1850)                                                            |                                   |                          |                                      |                                                   |
| 1  | Portugália első hivatalos miniszterelnöke. | Pedro de Sousa Holstein, Palmela márkija (1781–1850)                                                            |                                   |                          |                                      |                                                   |
| 2  | | Vitório Maria de Sousa Coutinho, Linhares grófja (1790–1857)                                                    | 1835. május 4.                    | 1835. május 27.          | "Chamorro"                           |                                                   |
| 2  | —— | Vitório Maria de Sousa Coutinho, Linhares grófja (1790–1857)                                                    |                                   |                          |                                      |                                                   |
| 3  | | João Carlos Saldanha de Oliveira e Daun, Saldanha márkija (1790–1876)                                           | 1835. május 27.                   | 1835. november 18.       | Független                            |                                                   |
| 3  | —— | João Carlos Saldanha de Oliveira e Daun, Saldanha márkija (1790–1876)                                           |                                   |                          |                                      |                                                   |
| 4  | | José Jorge Loureiro (1791–1860)                                                                                 | 1835. november 18.                | 1836. április 20.        | Független                            |                                                   |
| 4  | —— | José Jorge Loureiro (1791–1860)                                                                                 |                                   |                          |                                      |                                                   |
| 5  | | António José Severim de Noronha, Terceira hercege és Vila Flor márkija (1792–1860)                              | 1836. április 20.                 | 1836. szeptember 10.     | "Chamorro"                           |                                                   |
| 5  | 1836. júliusi törvényhozási választás | António José Severim de Noronha, Terceira hercege és Vila Flor márkija (1792–1860)                              |                                   |                          |                                      |                                                   |
| 5  | 1836. szeptemberi forradalom. | António José Severim de Noronha, Terceira hercege és Vila Flor márkija (1792–1860)                              |                                   |                          |                                      |                                                   |
| 6  | | José da Gama Carneiro e Sousa, Lumiares grófja (1788–1849)                                                      | 1836. szeptember 10.              | 1836. november 4.        | Szeptembrista                        |                                                   |
| 6  | —— | José da Gama Carneiro e Sousa, Lumiares grófja (1788–1849)                                                      |                                   |                          |                                      |                                                   |
| -  | | José Bernardino de Portugal e Castro, Valença márkija és Vimioso grófja (1780–1840) (nem foglalta el hivatalát) | 1836. november 4.                 | 1836. november 5.        | Független                            |                                                   |
| -  | —— | José Bernardino de Portugal e Castro, Valença márkija és Vimioso grófja (1780–1840) (nem foglalta el hivatalát) |                                   |                          |                                      |                                                   |
| 7  | | Bernardo de Sá Nogueira de Figueiredo, Sá da Bandeira vikomtja (1795–1876)                                      | 1836. november 5.                 | 1837. június 1.          | Szeptembrista                        |                                                   |
| 7  | 1836. novemberi törvényhozási választás | Bernardo de Sá Nogueira de Figueiredo, Sá da Bandeira vikomtja (1795–1876)                                      |                                   |                          |                                      |                                                   |
| 8  | | António Dias de Oliveira (1804–1863)                                                                            | 1837. június 1.                   | 1837. augusztus 2.       | Szeptembrista                        |                                                   |
| 8  | —— | António Dias de Oliveira (1804–1863)                                                                            |                                   |                          |                                      |                                                   |
| 8  | Marsallok lázadása. | António Dias de Oliveira (1804–1863)                                                                            |                                   |                          |                                      |                                                   |
| 9  | | Bernardo de Sá Nogueira de Figueiredo, Sá da Bandeira vikomtja (2. alkalom) (1795–1876)                         | 1837. augusztus 2.                | 1839. április 18.        | Szeptembrista                        |                                                   |
| 9  | 1838-as törvényhozási választás | Bernardo de Sá Nogueira de Figueiredo, Sá da Bandeira vikomtja (2. alkalom) (1795–1876)                         |                                   |                          |                                      |                                                   |
| 10 | | Rodrigo Pinto Pizarro de Almeida Carvalhais, Ribeira de Sabrosa bárója (1788–1841)                              | 1839. április 18.                 | 1839. november 26.       | Szeptembrista                        |                                                   |
| 10 | —— | Rodrigo Pinto Pizarro de Almeida Carvalhais, Ribeira de Sabrosa bárója (1788–1841)                              |                                   |                          |                                      |                                                   |
| 11 | | José Lúcio Travassos Valdez, Bonfim grófja (1787–1862)                                                          | 1839. november 26.                | 1841. június 9.          | Szeptembrista                        |                                                   |
| 11 | 1840-es törvényhozási választás | José Lúcio Travassos Valdez, Bonfim grófja (1787–1862)                                                          |                                   |                          |                                      |                                                   |
| 12 | | Joaquim António de Aguiar (1792–1884)                                                                           | 1841. június 9.                   | 1842. február 7.         | Szeptembrista                        |                                                   |
| 12 | —— | Joaquim António de Aguiar (1792–1884)                                                                           |                                   |                          |                                      |                                                   |
| 13 | | Pedro de Sousa Holstein, Palmela márkija (2. alkalom) (1781–1850)                                               | 1842. február 7.                  | 1842. február 9.         | Független                            |                                                   |
| 13 | —— | Pedro de Sousa Holstein, Palmela márkija (2. alkalom) (1781–1850)                                               |                                   |                          |                                      |                                                   |
| 14 | | António Bernardo da Costa Cabral, Count of Tomar (1803–1889)                                                    | 1842. február 9.                  | 1846. május 20.          | Chartista                            |                                                   |
| 14 | 1842-es, majd 1845-ös törvényhozási választások | António Bernardo da Costa Cabral, Count of Tomar (1803–1889)                                                    |                                   |                          |                                      |                                                   |
| 14 | Maria da Fonte forradalma. | António Bernardo da Costa Cabral, Count of Tomar (1803–1889)                                                    |                                   |                          |                                      |                                                   |
| 15 | | Pedro de Sousa Holstein, Palmela márkija (3. alkalom) (1781–1850)                                               | 1846. május 20.                   | 1846. október 6.         | Chartista                            |                                                   |
| 15 | —— | Pedro de Sousa Holstein, Palmela márkija (3. alkalom) (1781–1850)                                               |                                   |                          |                                      |                                                   |
| 15 | Emboscada palotacsíny. | Pedro de Sousa Holstein, Palmela márkija (3. alkalom) (1781–1850)                                               |                                   |                          |                                      |                                                   |
| 16 | | João Carlos Saldanha de Oliveira e Daun, Saldanha hercege (2. alkalom) (1790–1876)                              | 1846. október 6.                  | 1849. június 18.         | Chartista                            |                                                   |
| 16 | 1847-es törvényhozási választás | João Carlos Saldanha de Oliveira e Daun, Saldanha hercege (2. alkalom) (1790–1876)                              |                                   |                          |                                      |                                                   |
| 16 | Patuleia vagy Kis Polgárháború, amely Chartista győzelmet hozott; Convention of Gramido.                                                                        | João Carlos Saldanha de Oliveira e Daun, Saldanha hercege (2. alkalom) (1790–1876)                              |                                   |                          |                                      |                                                   |
| 17 | | António Bernardo da Costa Cabral, Tomar grófja (2. alkalom) (1803–1889)                                         | 1849. június 18.                  | 1851. április 26.        | Chartista                            |                                                   |
| 17 | —— | António Bernardo da Costa Cabral, Tomar grófja (2. alkalom) (1803–1889)                                         |                                   |                          |                                      |                                                   |
| 18 | | António José Severim de Noronha, Terceira hercege és Vila Flor márkija (2. alkalom) (1792–1860)                 | 1851. április 26.                 | 1851. május 1.           | Regenerátor                          |                                                   |
| 18 | —— | António José Severim de Noronha, Terceira hercege és Vila Flor márkija (2. alkalom) (1792–1860)                 |                                   |                          |                                      |                                                   |
| 19 | | João Carlos Saldanha de Oliveira e Daun, Saldanha hercege (3. alkalom) (1790–1876)                              | 1851. május 1.                    | 1856. június 6.          | Regenerátor                          |                                                   |
| 19 | 1851-es, majd 1852-es törvényhozási választás | 1851-es, majd 1852-es törvényhozási választás                                                                   | V. Reményteljes Péter (1853–1861) |                          |                                      |                                                   |
| 19 | II. Mária halála után V. Péter lépett a trónra. | João Carlos Saldanha de Oliveira e Daun, Saldanha hercege (3. alkalom) (1790–1876)                              |                                   |                          |                                      |                                                   |
| 20 | | Nuno José Severo de Mendonça Rolim de Moura Barreto, Loulé hercege (1804–1875)                                  | 1856. június 6.                   | 1859. március 16.        | Történelmi                           |                                                   |
| 20 | 1856-os, majd 1858-as törvényhozási választás | Nuno José Severo de Mendonça Rolim de Moura Barreto, Loulé hercege (1804–1875)                                  |                                   |                          |                                      |                                                   |
| 20 | Portugália első vasútvonalának átadása 1856. október 28-án. | Nuno José Severo de Mendonça Rolim de Moura Barreto, Loulé hercege (1804–1875)                                  |                                   |                          |                                      |                                                   |
| 21 | | António José Severim de Noronha, Terceira hercege és Vila Flor márkija (3. alkalom) (1792–1860)                 | 1859. március 16.                 | 1860. május 1. (meghalt) | Regenerátor                          |                                                   |
| 21 | 1860-as törvényhozási választás | António José Severim de Noronha, Terceira hercege és Vila Flor márkija (3. alkalom) (1792–1860)                 |                                   |                          |                                      |                                                   |
| 22 | | Joaquim António de Aguiar (2. alkalom) (1792–1884)                                                              | 1860. május 1.                    | 1860. július 4.          | Regenerátor                          |                                                   |
| 22 | —— | Joaquim António de Aguiar (2. alkalom) (1792–1884)                                                              |                                   |                          |                                      |                                                   |
| 23 | | Nuno José Severo de Mendonça Rolim de Moura Barreto, Loulé hercege (2. alkalom) (1804–1875)                     | 1860. július 4.                   | 1865. április 17.        | Történelmi                           |                                                   |
| 23 | 1861-es, majd 1864-es törvényhozási választás | 1861-es, majd 1864-es törvényhozási választás                                                                   | I. Népszerű Lajos (1861–1889)     |                          |                                      |                                                   |
| 23 | V. Péter elhunyt; I. Lajos lépett trónra. | Nuno José Severo de Mendonça Rolim de Moura Barreto, Loulé hercege (2. alkalom) (1804–1875)                     |                                   |                          |                                      |                                                   |
| 24 | | Bernardo de Sá Nogueira de Figueiredo, Sá da Bandeira márkija (3. alkalom) (1795–1876)                          | 1865. április 17.                 | 1865. szeptember 4.      | Reformista                           |                                                   |
| 24 | —— | Bernardo de Sá Nogueira de Figueiredo, Sá da Bandeira márkija (3. alkalom) (1795–1876)                          |                                   |                          |                                      |                                                   |
| 25 | | Joaquim António de Aguiar (3. alkalom) (1792–1884)                                                              | 1865. szeptember 4.               | 1868. január 4.          | Regenerátor (a Történelmi Párttal)   |                                                   |
| 25 | 1865-ös, majd 1867-es törvényhozási választás | Joaquim António de Aguiar (3. alkalom) (1792–1884)                                                              |                                   |                          |                                      |                                                   |
| 25 | Janeirinha felkelés. | Joaquim António de Aguiar (3. alkalom) (1792–1884)                                                              |                                   |                          |                                      |                                                   |
| 26 | | António José de Ávila, Ávila és Bolama hercege (1807–1881)                                                      | 1868. január 4.                   | 1868. július 22.         | Független (a Reformistákkal) együtt  |                                                   |
| 26 | —— | António José de Ávila, Ávila és Bolama hercege (1807–1881)                                                      |                                   |                          |                                      |                                                   |
| 27 | | Bernardo de Sá Nogueira de Figueiredo, Sá da Bandeira márkija (4. alkalom) (1795–1876)                          | 1868. július 22.                  | 1869. augusztus 11.      | Reformista                           |                                                   |
| 27 | 1868-as, majd 1869-es törvényhozási választás | Bernardo de Sá Nogueira de Figueiredo, Sá da Bandeira márkija (4. alkalom) (1795–1876)                          |                                   |                          |                                      |                                                   |
| 28 | | Nuno José Severo de Mendonça Rolim de Moura Barreto, Loulé hercege (3. alkalom) (1804–1875)                     | 1869. augusztus 11.               | 1870. május 19.          | Történelmi (a Reformistákkal együtt) |                                                   |
| 28 | 1870. márciusi törvényhozási választás | Nuno José Severo de Mendonça Rolim de Moura Barreto, Loulé hercege (3. alkalom) (1804–1875)                     |                                   |                          |                                      |                                                   |
| 29 | | João Carlos Saldanha de Oliveira Daun, Saldanha első hercege (4. alkalom) (1790–1876)                           | 1870. május 19.                   | 1870. augusztus 29.      | Regenerátor                          |                                                   |
| 29 | —— | João Carlos Saldanha de Oliveira Daun, Saldanha első hercege (4. alkalom) (1790–1876)                           |                                   |                          |                                      |                                                   |
| 30 | | Bernardo de Sá Nogueira de Figueiredo, Marquis of Sá da Bandeira (5. alkalom) (1795–1876)                       | 1870. augusztus 29.               | 1870. október 29.        | Reformista                           |                                                   |
| 30 | 1870. szeptemberi törvényhozási választás | Bernardo de Sá Nogueira de Figueiredo, Marquis of Sá da Bandeira (5. alkalom) (1795–1876)                       |                                   |                          |                                      |                                                   |
| 31 | | António José de Ávila, Ávila márkija (2. alkalom) (1807–1881)                                                   | 1870. október 29.                 | 1871. szeptember 13.     | Reformista                           |                                                   |
| 31 | 1871-es törvényhozási választás | António José de Ávila, Ávila márkija (2. alkalom) (1807–1881)                                                   |                                   |                          |                                      |                                                   |
| 32 | | António Maria de Fontes Pereira de Melo (1819–1887)                                                             | 1871. szeptember 13.              | 1877. március 6.         | Regenerator                          |                                                   |
| 32 | 1874-es törvényhozási választás | António Maria de Fontes Pereira de Melo (1819–1887)                                                             |                                   |                          |                                      |                                                   |
| 32 | Dinamikus ipari- és infrastruktúrapolitikát vezetett; képzési reformot hajtott végre; beindította az iparosítást.                                               | António Maria de Fontes Pereira de Melo (1819–1887)                                                             |                                   |                          |                                      |                                                   |
| 33 | | António José de Ávila, Ávila márkija (3. alkalom) (1807–1881)                                                   | 1877. március 6.                  | 1878. január 26.         | Reformista                           |                                                   |
| 33 | —— | António José de Ávila, Ávila márkija (3. alkalom) (1807–1881)                                                   |                                   |                          |                                      |                                                   |
| 34 | | António Maria de Fontes Pereira de Melo (2. alkalom) (1819–1887)                                                | 1878. január 26.                  | 1879. május 29.          | Regenerator                          |                                                   |
| 34 | 1878-as törvényhozási választás | António Maria de Fontes Pereira de Melo (2. alkalom) (1819–1887)                                                |                                   |                          |                                      |                                                   |
| 35 | | Anselmo José Braamcamp de Almeida Castelo Branco (1817–1885)                                                    | 1879. május 29.                   | 1881. március 23.        | Haladó                               |                                                   |
| 35 | 1879-es törvényhozási választás | Anselmo José Braamcamp de Almeida Castelo Branco (1817–1885)                                                    |                                   |                          |                                      |                                                   |
| 36 | | António Rodrigues Sampaio (1806–1882)                                                                           | 1881. március 23.                 | 1881. november 14.       | Regenerator                          |                                                   |
| 36 | 1881-es törvényhozási választás | António Rodrigues Sampaio (1806–1882)                                                                           |                                   |                          |                                      |                                                   |
| 37 | | António Maria de Fontes Pereira de Melo (3. alkalom) (1819–1887)                                                | 1881. november 14.                | 1886. február 16.        | Regenerator                          |                                                   |
| 37 | 1884-es törvényhozási választás | António Maria de Fontes Pereira de Melo (3. alkalom) (1819–1887)                                                |                                   |                          |                                      |                                                   |
| 38 | | José Luciano de Castro Pereira Côrte-Real (1834–1914)                                                           | 1886. február 16.                 | 1890. január 14.         | Haladó                               |                                                   |
| 38 | 1887-es törvényhozási választás, 1889-es törvényhozási választás                                                                                                | 1887-es törvényhozási választás, 1889-es törvényhozási választás                                                | I. Diplomata Károly (1889–1908)   |                          |                                      |                                                   |
| 38 | Pink Map krízis; I. Lajos király halála; I. Károly trónra lépése; 1890-es brit ultimátum.                                                                       | José Luciano de Castro Pereira Côrte-Real (1834–1914)                                                           |                                   |                          |                                      |                                                   |
| 39 | | António de Serpa Pimentel (1825–1900)                                                                           | 1890. január 14.                  | 1890. október 11.        | Regenerator                          |                                                   |
| 39 | 1890-es törvényhozási választás | António de Serpa Pimentel (1825–1900)                                                                           |                                   |                          |                                      |                                                   |
| 40 | | João Crisóstomo de Abreu e Sousa (1811–1895)                                                                    | 1890. október 11.                 | 1892. január 18.         | Független                            |                                                   |
| 40 | —— | João Crisóstomo de Abreu e Sousa (1811–1895)                                                                    |                                   |                          |                                      |                                                   |
| 40 | 1891. január 31-i portói felkelés. | João Crisóstomo de Abreu e Sousa (1811–1895)                                                                    |                                   |                          |                                      |                                                   |
| 41 | | José Dias Ferreira (1837–1909)                                                                                  | 1892. január 18.                  | 1893. február 22.        | Független                            |                                                   |
| 41 | 1892-es törvényhozási választás | José Dias Ferreira (1837–1909)                                                                                  |                                   |                          |                                      |                                                   |
| 42 | | Ernesto Rudolfo Hintze Ribeiro (1849–1907)                                                                      | 1893. február 22.                 | 1897. február 5.         | Regenerator                          |                                                   |
| 42 | 1894-es törvényhozási választás, 1895-ös törvényhozási választás                                                                                                | Ernesto Rudolfo Hintze Ribeiro (1849–1907)                                                                      |                                   |                          |                                      |                                                   |
| 43 | | José Luciano de Castro Pereira Côrte-Real (2. alkalom) (1834–1914)                                              | 1897. február 5.                  | 1900. július 26.         | Haladó                               |                                                   |
| 43 | 1897-es és 1899-es törvényhozási választások | José Luciano de Castro Pereira Côrte-Real (2. alkalom) (1834–1914)                                              |                                   |                          |                                      |                                                   |
| 44 | | Ernesto Rudolfo Hintze Ribeiro (2nd time) (1849–1907)                                                           | 1900. július 26.                  | 1904. október 20.        | Regenerator                          |                                                   |
| 44 | 1900-es, 1901-es és 1904-es törvényhozási választás | Ernesto Rudolfo Hintze Ribeiro (2nd time) (1849–1907)                                                           |                                   |                          |                                      |                                                   |
| 45 | | José Luciano de Castro Pereira Côrte-Real (3. alkalom) (1834–1914)                                              | 1904. október 20.                 | 1906. március 19.        | Haladó                               |                                                   |
| 45 | 1905-ös törvényhozási választás | José Luciano de Castro Pereira Côrte-Real (3. alkalom) (1834–1914)                                              |                                   |                          |                                      |                                                   |
| 46 | | Ernesto Rudolfo Hintze Ribeiro (3. alkalom) (1849–1907)                                                         | 1906. március 19.                 | 1906. május 19.          | Regenerator                          |                                                   |
| 46 | 1906. áprilisi törvényhozási választás | Ernesto Rudolfo Hintze Ribeiro (3. alkalom) (1849–1907)                                                         |                                   |                          |                                      |                                                   |
| 47 | | João Ferreira Franco Pinto Castelo-Branco (1855–1929)                                                           | 1906. május 19.                   | 1908. február 4.         | Liberális Regenerátor                |                                                   |
| 47 | 1906. augusztusi törvényhozási választás | João Ferreira Franco Pinto Castelo-Branco (1855–1929)                                                           |                                   |                          |                                      |                                                   |
| 47 | Diktatórikus kormányzat megalakítása; Lisszaboni Királygyilkosság I. Károly király és a királyi család több tagjának halála; II. Hazafias Mánuel trónra lépése. | João Ferreira Franco Pinto Castelo-Branco (1855–1929)                                                           |                                   |                          |                                      |                                                   |
| 48 | | Francisco Joaquim Ferreira do Amaral (1844–1923)                                                                | 1908. február 4.                  | 1908. december 26.       | Független                            | II. Hazafias Mánuel (1908–1910)                   |
| 48 | 1908-as törvényhozási választás | Francisco Joaquim Ferreira do Amaral (1844–1923)                                                                |                                   |                          |                                      |                                                   |
| 49 | | Artur Alberto de Campos Henriques (1853–1922)                                                                   | 1908. december 26.                | 1909. április 11.        | Független (Regenerátor and Haladó)   |                                                   |
| 49 | —— | Artur Alberto de Campos Henriques (1853–1922)                                                                   |                                   |                          |                                      |                                                   |
| 50 | | Sebastião Custódio de Sousa Teles (1847–1921)                                                                   | 1909. április 11.                 | 1909. május 14.          | Független                            |                                                   |
| 50 | —— | Sebastião Custódio de Sousa Teles (1847–1921)                                                                   |                                   |                          |                                      |                                                   |
| 51 | | Venceslau de Sousa Pereira de Lima (1858–1919)                                                                  | 1909. május 14.                   | 1909. december 22.       | Független                            |                                                   |
| 51 | —— | Venceslau de Sousa Pereira de Lima (1858–1919)                                                                  |                                   |                          |                                      |                                                   |
| 52 | | Francisco António da Veiga Beirão (1841–1916)                                                                   | 1909. december 22.                | 1910. június 26.         | Regenerátor                          |                                                   |
| 52 | —— | Francisco António da Veiga Beirão (1841–1916)                                                                   |                                   |                          |                                      |                                                   |
| 53 | | António Teixeira de Sousa (1857–1917)                                                                           | 1910. június 26.                  | 1910. október 5.         | Regenerátor                          |                                                   |
| 53 | 1910-es törvényhozási választás | António Teixeira de Sousa (1857–1917)                                                                           |                                   |                          |                                      |                                                   |
| 53 | 1910. október 5-i forradalom; a Monarchia vége; a királyi család száműzetése az Egyesült Királyságba.                                                           | António Teixeira de Sousa (1857–1917)                                                                           |                                   |                          |                                      |                                                   |

### Első köztársaság (1910–1926)
| #  | Portré                                                                 | Név (Született–Meghalt) | Hivatalban — Mandátumok | Hivatalban — Mandátumok      | Politikai párt                                              | Államfő (hivatali idő)              |
| -- | ---------------------------------------------------------------------- | --- | ----------------------- | ---------------------------- | ----------------------------------------------------------- | ----------------------------------- |
| 54 |                                                                        | Joaquim Teófilo Fernandes Braga (1843–1924)                                                                                               | 1910. október 5.        | 1911. szeptember 4.          | Republikánus                                                | Teófilo Braga (1910–1911)           |
| 54 | 1911-es nemzetgyűlési választás                                        | Joaquim Teófilo Fernandes Braga (1843–1924)                                                                                               |                         |                              |                                                             |                                     |
| 54 | 1910. október 5-i forradalom.                                          | Joaquim Teófilo Fernandes Braga (1843–1924)                                                                                               |                         |                              |                                                             |                                     |
| 55 |                                                                        | João Pinheiro Chagas (1863–1925) | 1911. szeptember 4.     | 1911. november 13.           | Republikánus                                                | Manuel de Arriaga (1911–1915)       |
| 55 | ——                                                                     | João Pinheiro Chagas (1863–1925) |                         |                              |                                                             |                                     |
| 56 |                                                                        | Augusto César de Almeida de Vasconcelos Correia (1867–1951)                                                                               | 1911. november 13.      | 1912. június 16.             | Republikánus                                                |                                     |
| 56 | ——                                                                     | Augusto César de Almeida de Vasconcelos Correia (1867–1951)                                                                               |                         |                              |                                                             |                                     |
| 57 |                                                                        | Duarte Leite Pereira da Silva (1864–1950)                                                                                                 | 1912. június 16.        | 1912. szeptember 23.         | Republikánus                                                |                                     |
| 57 | ——                                                                     | Duarte Leite Pereira da Silva (1864–1950)                                                                                                 |                         |                              |                                                             |                                     |
| 57 | Royalista támadás Chaves ellen.                                        | Duarte Leite Pereira da Silva (1864–1950)                                                                                                 |                         |                              |                                                             |                                     |
| -  |                                                                        | Augusto César de Almeida de Vasconcelos Correia (ügyvivő) (1867–1951)                                                                     | 1912. szeptember 23.    | 1912. szeptember 30.         | Republikánus                                                |                                     |
| -  | ——                                                                     | Augusto César de Almeida de Vasconcelos Correia (ügyvivő) (1867–1951)                                                                     |                         |                              |                                                             |                                     |
| -  |                                                                        | Duarte Leite Pereira da Silva (1864–1950)                                                                                                 | 1912. szeptember 30.    | 1913. január 9.              | Republikánus                                                |                                     |
| -  | ——                                                                     | Duarte Leite Pereira da Silva (1864–1950)                                                                                                 |                         |                              |                                                             |                                     |
| 58 |                                                                        | Afonso Augusto da Costa (1871–1937) | 1913. január 9.         | 1914. február 9.             | Demokrata                                                   |                                     |
| 58 | ——                                                                     | Afonso Augusto da Costa (1871–1937) |                         |                              |                                                             |                                     |
| 59 |                                                                        | Bernardino Luís Machado Guimarães (1851–1944)                                                                                             | 1914. február 9.        | 1914. december 12.           | Demokrata                                                   |                                     |
| 59 | ——                                                                     | Bernardino Luís Machado Guimarães (1851–1944)                                                                                             |                         |                              |                                                             |                                     |
| 59 | Portugália az első világháborúban.                                     | Bernardino Luís Machado Guimarães (1851–1944)                                                                                             |                         |                              |                                                             |                                     |
| 60 |                                                                        | "Vítor Hugo" de Azevedo Coutinho (1871–1955)                                                                                              | 1914. december 12.      | 1915. január 28.             | Demokrata                                                   |                                     |
| 60 | ——                                                                     | "Vítor Hugo" de Azevedo Coutinho (1871–1955)                                                                                              |                         |                              |                                                             |                                     |
| 61 |                                                                        | Joaquim Pereira Pimenta de Castro (1846–1918)                                                                                             | 1915. január 28.        | 1915. május 14.              | Független                                                   |                                     |
| 61 | ——                                                                     | Joaquim Pereira Pimenta de Castro (1846–1918)                                                                                             |                         |                              |                                                             |                                     |
| -  |                                                                        | Alkotmányos Junta, résztvevői: José Norton de Matos António Maria da Silva José de Freitas Ribeiro Alfredo de Sá Cardoso Álvaro de Castro | 1915. május 14.         | 1915. május 15.              | —                                                           |                                     |
| -  | ——                                                                     | Alkotmányos Junta, résztvevői: José Norton de Matos António Maria da Silva José de Freitas Ribeiro Alfredo de Sá Cardoso Álvaro de Castro |                         |                              |                                                             |                                     |
| -  |                                                                        | João Pinheiro Chagas (nem lépett hivatalba) (1863–1925)                                                                                   | 1915. május 15.         | 1915. május 17.              | Független                                                   |                                     |
| -  | ——                                                                     | João Pinheiro Chagas (nem lépett hivatalba) (1863–1925)                                                                                   |                         |                              |                                                             |                                     |
| 62 |                                                                        | José Augusto Soares Ribeiro de Castro (1868–1929)                                                                                         | 1915. május 17.         | 1915. november 29.           | Demokrata                                                   | Teófilo Braga (1915)                |
| 62 | 1915-ös törvényhozási választás                                        | José Augusto Soares Ribeiro de Castro (1868–1929)                                                                                         |                         |                              |                                                             |                                     |
| 63 |                                                                        | Afonso Augusto da Costa (2. alkalom) (1871–1937)                                                                                          | 1915. november 29.      | 1916. március 16.            | Demokrata                                                   | Bernardino Machado (1915–1917)      |
| 63 | ——                                                                     | Afonso Augusto da Costa (2. alkalom) (1871–1937)                                                                                          |                         |                              |                                                             |                                     |
| 64 |                                                                        | António José de Almeida (1866–1929) | 1916. március 16.       | 1917. április 25.            | Szent Szövetség (Evolucionista Párt a Demokratákkal együtt) |                                     |
| 64 | ——                                                                     | António José de Almeida (1866–1929) |                         |                              |                                                             |                                     |
| 65 |                                                                        | Afonso Augusto da Costa (1871–1937) | 1917. április 25.       | 1917. október 7.             | Demokrata                                                   |                                     |
| 65 | ——                                                                     | Afonso Augusto da Costa (1871–1937) |                         |                              |                                                             |                                     |
| -  |                                                                        | José Maria Mendes Ribeiro Norton de Matos (ideiglenes) (1867–1955)                                                                        | 1917. október 7.        | 1917. október 25.            | Demokrata                                                   |                                     |
| -  | ——                                                                     | José Maria Mendes Ribeiro Norton de Matos (ideiglenes) (1867–1955)                                                                        |                         |                              |                                                             |                                     |
| -  |                                                                        | Afonso Augusto da Costa (1871–1937) | 1917. október 25.       | 1917. november 17.           | Demokrata                                                   |                                     |
| -  | ——                                                                     | Afonso Augusto da Costa (1871–1937) |                         |                              |                                                             |                                     |
| -  |                                                                        | José Maria Mendes Ribeiro Norton de Matos (ideiglenes) (1867–1955)                                                                        | 1917. november 17.      | 1917. december 8.            | Demokrata                                                   |                                     |
| -  | ——                                                                     | José Maria Mendes Ribeiro Norton de Matos (ideiglenes) (1867–1955)                                                                        |                         |                              |                                                             |                                     |
| 66 |                                                                        | Sidónio Bernardino Cardoso da Silva Pais (1872–1918)                                                                                      | 1917. december 8.       | 1918. december 14. (meghalt) | Nemzeti Republikánus                                        | Sidónio Pais (1918)                 |
| 66 | 1918-as általános választás                                            | Sidónio Bernardino Cardoso da Silva Pais (1872–1918)                                                                                      |                         |                              |                                                             |                                     |
| 66 | Király-elnökként ismerték; autoriter rezsim bevezetése; meggyilkolták. | Sidónio Bernardino Cardoso da Silva Pais (1872–1918)                                                                                      |                         |                              |                                                             |                                     |
| 67 |                                                                        | João do Canto e Castro da Silva Antunes Júnior (1862–1934)                                                                                | 1918. december 14.      | 1918. december 23.           | Nemzeti Republikánus                                        | João do Canto e Castro (1918–1919)  |
| 67 | ——                                                                     | João do Canto e Castro da Silva Antunes Júnior (1862–1934)                                                                                |                         |                              |                                                             |                                     |
| 68 |                                                                        | João Tamagnini de Sousa Barbosa (1883–1948)                                                                                               | 1918. december 23.      | 1919. január 27.             | Nemzeti Republikánus                                        |                                     |
| 68 | ——                                                                     | João Tamagnini de Sousa Barbosa (1883–1948)                                                                                               |                         |                              |                                                             |                                     |
| 68 | Az Észak monarchiája.                                                  | João Tamagnini de Sousa Barbosa (1883–1948)                                                                                               |                         |                              |                                                             |                                     |
| 69 |                                                                        | José Maria Mascarenhas Relvas (1858–1929)                                                                                                 | 1919. január 27.        | 1919. március 30.            | Független                                                   |                                     |
| 69 | ——                                                                     | José Maria Mascarenhas Relvas (1858–1929)                                                                                                 |                         |                              |                                                             |                                     |
| 70 |                                                                        | Domingos Leite Pereira (1882–1956) | 1919. március 30.       | 1919. június 30.             | Független                                                   |                                     |
| 70 | ——                                                                     | Domingos Leite Pereira (1882–1956) |                         |                              |                                                             |                                     |
| 71 |                                                                        | Alfredo Ernesto de Sá Cardoso (1864–1950)                                                                                                 | 1919. június 30.        | 1920. január 15.             | Demokrata                                                   |                                     |
| 71 | 1919-es törvényhozási választás                                        | Alfredo Ernesto de Sá Cardoso (1864–1950)                                                                                                 |                         |                              |                                                             |                                     |
| -  |                                                                        | Francisco José Fernandes Costa (nem lépett hivatalba) (1857–1925)                                                                         | 1920. január 15.        | 1920. január 15.             | Republican Liberal                                          | António José de Almeida (1920–1922) |
| -  | ——                                                                     | Francisco José Fernandes Costa (nem lépett hivatalba) (1857–1925)                                                                         |                         |                              |                                                             |                                     |
| -  |                                                                        | Alfredo Ernesto de Sá Cardoso (1864–1950)                                                                                                 | 1920. január 15.        | 1920. január 21.             | Demokrata                                                   |                                     |
| -  | ——                                                                     | Alfredo Ernesto de Sá Cardoso (1864–1950)                                                                                                 |                         |                              |                                                             |                                     |
| 72 |                                                                        | Domingos Leite Pereira (2. alkalom) (1882–1956)                                                                                           | 1920. január 21.        | 1920. március 8.             | Független                                                   |                                     |
| 72 | ——                                                                     | Domingos Leite Pereira (2. alkalom) (1882–1956)                                                                                           |                         |                              |                                                             |                                     |
| 73 |                                                                        | António Maria Baptista (1866–1920) | 1920. március 8.        | 1920. június 6. (meghalt)    | Demokrata                                                   |                                     |
| 73 | ——                                                                     | António Maria Baptista (1866–1920) |                         |                              |                                                             |                                     |
| 74 |                                                                        | José Ramos Preto (1871–1949) | 1920. június 6.         | 1920. június 26.             | Demokrata                                                   |                                     |
| 74 | ——                                                                     | José Ramos Preto (1871–1949) |                         |                              |                                                             |                                     |
| 75 |                                                                        | António Maria da Silva (1872–1950) | 1920. június 26.        | 1920. július 19.             | Demokrata (a Szocialistákkal és a Népiekkel)                |                                     |
| 75 | ——                                                                     | António Maria da Silva (1872–1950) |                         |                              |                                                             |                                     |
| 76 |                                                                        | António Joaquim Granjo (1881–1921) | 1920. július 19.        | 1920. november 20.           | Republican Liberal (with the Reconstitution Party)          |                                     |
| 76 | ——                                                                     | António Joaquim Granjo (1881–1921) |                         |                              |                                                             |                                     |
| 77 |                                                                        | Álvaro Xavier de Castro (1878–1928) | 1920. november 20.      | 1920. november 30.           | Demokrata (a Reconstitution Party és a Népiekkel)           |                                     |
| 77 | ——                                                                     | Álvaro Xavier de Castro (1878–1928) |                         |                              |                                                             |                                     |
| 78 |                                                                        | Liberato Damião Ribeiro Pinto (1880–1949)                                                                                                 | 1920. november 30.      | 1921. március 2.             | Demokrata (with Reconstitution Party and Populars)          |                                     |
| 78 | ——                                                                     | Liberato Damião Ribeiro Pinto (1880–1949)                                                                                                 |                         |                              |                                                             |                                     |
| 79 |                                                                        | Bernardino Luís Machado Guimarães (2. alkalom) (1851–1944)                                                                                | 1921. március 2.        | 1921. május 23.              | Demokrata (a Reconstitution Party és a Népiekkel)           |                                     |
| 79 | ——                                                                     | Bernardino Luís Machado Guimarães (2. alkalom) (1851–1944)                                                                                |                         |                              |                                                             |                                     |
| 80 |                                                                        | Tomé José de Barros Queirós (1872–1925)                                                                                                   | 1921. május 23.         | 1921. augusztus 30.          | Republican Liberal                                          |                                     |
| 80 | ——                                                                     | Tomé José de Barros Queirós (1872–1925)                                                                                                   |                         |                              |                                                             |                                     |
| 81 |                                                                        | António Joaquim Granjo (2. alkalom) (1881–1921)                                                                                           | 1921. augusztus 30.     | 1921. október 19.            | Republican Liberal                                          |                                     |
| 81 | 1921-es törvényhozási választás                                        | António Joaquim Granjo (2. alkalom) (1881–1921)                                                                                           |                         |                              |                                                             |                                     |
| 82 |                                                                        | António Manuel Maria Coelho (1857–1943)                                                                                                   | 1921. október 19.       | 1921. november 5.            | Független                                                   |                                     |
| 82 | ——                                                                     | António Manuel Maria Coelho (1857–1943)                                                                                                   |                         |                              |                                                             |                                     |
| 83 |                                                                        | Carlos Henrique da Silva Maia Pinto (1866–1932)                                                                                           | 1921. november 5.       | 1921. december 16.           | Független                                                   |                                     |
| 83 | ——                                                                     | Carlos Henrique da Silva Maia Pinto (1866–1932)                                                                                           |                         |                              |                                                             |                                     |
| 84 |                                                                        | Francisco Pinto da Cunha Leal (1888–1970)                                                                                                 | 1921. december 16.      | 1922. február 7.             | Demokrata                                                   |                                     |
| 84 | ——                                                                     | Francisco Pinto da Cunha Leal (1888–1970)                                                                                                 |                         |                              |                                                             |                                     |
| 85 |                                                                        | António Maria da Silva (2. alkalom) (1872–1950)                                                                                           | 1922. február 7.        | 1923. november 15.           | Demokrata                                                   |                                     |
| 85 | 1922-es törvényhozási választás                                        | António Maria da Silva (2. alkalom) (1872–1950)                                                                                           |                         |                              |                                                             |                                     |
| 86 |                                                                        | António Ginestal Machado (1874–1940) | 1923. november 15.      | 1923. december 18.           | Nemzeti Republikánus                                        | Manuel Teixeira Gomes (1923–1925)   |
| 86 | ——                                                                     | António Ginestal Machado (1874–1940) |                         |                              |                                                             |                                     |
| 87 |                                                                        | Álvaro Xavier de Castro (2. alkalom) (1878–1928)                                                                                          | 1923. december 18.      | 1924. július 7.              | Nemzeti Republikánus (a Demokratákkal)                      |                                     |
| 87 | ——                                                                     | Álvaro Xavier de Castro (2. alkalom) (1878–1928)                                                                                          |                         |                              |                                                             |                                     |
| 88 |                                                                        | Alfredo Rodrigues Gaspar (1865–1938) | 1924. július 7.         | 1924. november 22.           | Demokrata                                                   |                                     |
| 88 | ——                                                                     | Alfredo Rodrigues Gaspar (1865–1938) |                         |                              |                                                             |                                     |
| 89 |                                                                        | José Domingues dos Santos (1885–1958) | 1924. november 22.      | 1925. február 15.            | Demokrata Leftwing Republican                               |                                     |
| 89 | ——                                                                     | José Domingues dos Santos (1885–1958) |                         |                              |                                                             |                                     |
| 90 |                                                                        | Vitorino Máximo de Carvalho Guimarães (1876–1957)                                                                                         | 1925. február 15.       | 1925. július 1.              | Demokrata                                                   |                                     |
| 90 | ——                                                                     | Vitorino Máximo de Carvalho Guimarães (1876–1957)                                                                                         |                         |                              |                                                             |                                     |
| 91 |                                                                        | António Maria da Silva (3. alkalom) (1872–1950)                                                                                           | 1925. július 1.         | 1925. augusztus 1.           | Demokrata                                                   |                                     |
| 91 | ——                                                                     | António Maria da Silva (3. alkalom) (1872–1950)                                                                                           |                         |                              |                                                             |                                     |
| 92 |                                                                        | Domingos Leite Pereira (3. alkalom) (1882–1956)                                                                                           | 1925. augusztus 1.      | 1925. december 18.           | Demokrata                                                   |                                     |
| 92 | ——                                                                     | Domingos Leite Pereira (3. alkalom) (1882–1956)                                                                                           |                         |                              |                                                             |                                     |
| 93 |                                                                        | António Maria da Silva (4. alkalom) (1872–1950)                                                                                           | 1925. december 18.      | 1926. május 30.              | Demokrata                                                   | Bernardino Machado (1925–1926)      |
| 93 | 1925-ös törvényhozási választás                                        | António Maria da Silva (4. alkalom) (1872–1950)                                                                                           |                         |                              |                                                             |                                     |
| 93 | 1926. május 28-i államcsíny.                                           | António Maria da Silva (4. alkalom) (1872–1950)                                                                                           |                         |                              |                                                             |                                     |

### Második köztársaság (1926–1974)
| 94                                 | | José Mendes Cabeçadas Júnior (1883–1965) | 1926. május 30. | 1926. június 19.          | —                 | José Mendes Cabeçadas (1926)                   |
| 94                                 | —— | José Mendes Cabeçadas Júnior (1883–1965) | |                           | —                 | José Mendes Cabeçadas (1926)                   |
| 94                                 | 1926. május 28-i államcsíny. | José Mendes Cabeçadas Júnior (1883–1965) | |                           |                   | José Mendes Cabeçadas (1926)                   |
| 95                                 | | Manuel de Oliveira Gomes da Costa (1863–1929) | 1926. június 19. | 1926. július 9.           | —                 | Manuel Gomes da Costa (1926)                   |
| 95                                 | —— | Manuel de Oliveira Gomes da Costa (1863–1929) | |                           | —                 | Manuel Gomes da Costa (1926)                   |
| 96                                 | | António Óscar Fragoso Carmona (1869–1951) | 1926. július 9. | 1928. április 18.         | —                 | António Óscar Carmona (1926–1951)              |
| 96                                 | —— | António Óscar Fragoso Carmona (1869–1951) | |                           | —                 | António Óscar Carmona (1926–1951)              |
| 97                                 | | José Vicente de Freitas (1869–1952) | 1928. április 18. | 1929. július 8.           | —                 | António Óscar Carmona (1926–1951)              |
| 97                                 | —— | José Vicente de Freitas (1869–1952) | |                           | —                 | António Óscar Carmona (1926–1951)              |
| 98                                 | | Artur Ivens Ferraz (1870–1933) | 1929. július 8. | 1930. január 21.          | —                 | António Óscar Carmona (1926–1951)              |
| 98                                 | —— | Artur Ivens Ferraz (1870–1933) | |                           | —                 | António Óscar Carmona (1926–1951)              |
| 99                                 | | Domingos Augusto Alves da Costa e Oliveira (1873–1957) | 1930. január 21. | 1932. július 5.           | Nemzeti Egység    | António Óscar Carmona (1926–1951)              |
| 99                                 | —— | Domingos Augusto Alves da Costa e Oliveira (1873–1957) | |                           | Nemzeti Egység    | António Óscar Carmona (1926–1951)              |
| Estado Novo – Új Állam (1932–1974) | | | |                           |                   | António Óscar Carmona (1926–1951)              |
| 100                                | | António de Oliveira Salazar (1889–1970) | 1932. július 5. | 1968. szeptember 25.      | Nemzeti Egység    | António Óscar Carmona (1926–1951)              |
| 100                                | 1934-es, 1938-as, 1942-es, 1945-ös, 1949-es, 1953-as, 1957-es, 1961-es, 1965-ös törvényhozási választások | 1934-es, 1938-as, 1942-es, 1945-ös, 1949-es, 1953-as, 1957-es, 1961-es, 1965-ös törvényhozási választások | Francisco Craveiro Lopes (1951–1958) |                           | Nemzeti Egység    |                                                |
| 100                                | A portugál Új Állam létrehozása; erőskezű gazdasági és fiskális stabilizáció; Spanyol polgárháború; 1936-os tengerészeti felkelés; 1940-es konkordátum Portugália és a Vatikán között; Portugália a második világháborúban; Marshall-terv; a polgári szabadságjogok és a politikai szabadság elnyomása; az ENSZ, a NATO, az OECD és az EFTA alapító tagja; Portugál India elvesztése; Portugál gyarmati háború; 1962-es akadémiai krízis; utódja agyvérzése után foglalta el a helyét. | A portugál Új Állam létrehozása; erőskezű gazdasági és fiskális stabilizáció; Spanyol polgárháború; 1936-os tengerészeti felkelés; 1940-es konkordátum Portugália és a Vatikán között; Portugália a második világháborúban; Marshall-terv; a polgári szabadságjogok és a politikai szabadság elnyomása; az ENSZ, a NATO, az OECD és az EFTA alapító tagja; Portugál India elvesztése; Portugál gyarmati háború; 1962-es akadémiai krízis; utódja agyvérzése után foglalta el a helyét. | A portugál Új Állam létrehozása; erőskezű gazdasági és fiskális stabilizáció; Spanyol polgárháború; 1936-os tengerészeti felkelés; 1940-es konkordátum Portugália és a Vatikán között; Portugália a második világháborúban; Marshall-terv; a polgári szabadságjogok és a politikai szabadság elnyomása; az ENSZ, a NATO, az OECD és az EFTA alapító tagja; Portugál India elvesztése; Portugál gyarmati háború; 1962-es akadémiai krízis; utódja agyvérzése után foglalta el a helyét. | Américo Tomás (1958–1974) |                   |                                                |
| 101                                | | Marcello José das Neves Alves Caetano (1906–1980) | 1968. szeptember 25. | Américo Tomás (1958–1974) | 1974. április 25. | Nemzeti Egység 1970-től Népi Nemzeti Cselekvés |
| 101                                | 1969-es és 1973-as törvényhozási választások | Marcello José das Neves Alves Caetano (1906–1980) | | Américo Tomás (1958–1974) |                   | Nemzeti Egység 1970-től Népi Nemzeti Cselekvés |
| 101                                | 1969 "politikai tavasz"; Portugál gyarmati háború; 1973-as olajválság; Szegfűs Forradalom. | Marcello José das Neves Alves Caetano (1906–1980) | | Américo Tomás (1958–1974) |                   |                                                |

### Harmadik köztársaság (1974–jelen)
| #                                                    | Portré | Név (született–meghalt) | Hivatalban — Mandátumok                             | Hivatalban — Mandátumok                             | Politikai párt                                      | Államfő (hivatali idő)                              |
| A forradalmi időszak átmeneti kormányai (1974–1976)  | A forradalmi időszak átmeneti kormányai (1974–1976) | A forradalmi időszak átmeneti kormányai (1974–1976) | A forradalmi időszak átmeneti kormányai (1974–1976) | A forradalmi időszak átmeneti kormányai (1974–1976) | A forradalmi időszak átmeneti kormányai (1974–1976) | A forradalmi időszak átmeneti kormányai (1974–1976) |
| ---------------------------------------------------- | --- | --- | --------------------------------------------------- | --------------------------------------------------- | --------------------------------------------------- | --------------------------------------------------- |
| -                                                    | | Nemzeti Megmentési Junta résztvevői: António de Spínola, Francisco da Costa Gomes Jaime Silvério Marques, Diogo Neto, Carlos Galvão de Melo José Baptista Pinheiro de Azevedo, António Rosa Coutinho | 1974. április 25.                                   | 1974. május 16.                                     | —                                                   | António de Spínola (1974)                           |
| -                                                    | — | Nemzeti Megmentési Junta résztvevői: António de Spínola, Francisco da Costa Gomes Jaime Silvério Marques, Diogo Neto, Carlos Galvão de Melo José Baptista Pinheiro de Azevedo, António Rosa Coutinho |                                                     |                                                     | —                                                   |                                                     |
| -                                                    | Katonai Junta, amelynek feladata a kormányzás fenntartása a Szegfűs Forradalom után. | Nemzeti Megmentési Junta résztvevői: António de Spínola, Francisco da Costa Gomes Jaime Silvério Marques, Diogo Neto, Carlos Galvão de Melo José Baptista Pinheiro de Azevedo, António Rosa Coutinho |                                                     |                                                     |                                                     |                                                     |
| 102                                                  | | Adelino da Palma Carlos (1905–1992) | 1974. május 16.                                     | 1974. július 18.                                    | Független                                           |                                                     |
| 102                                                  | — | Adelino da Palma Carlos (1905–1992) |                                                     |                                                     | Független                                           |                                                     |
| 102                                                  | Jogász, az Új Állam ellenzője, elnöki kijelölés alapján foglalta el helyét. Kormányát széles körben támogatták. | Adelino da Palma Carlos (1905–1992) |                                                     |                                                     |                                                     |                                                     |
| 103                                                  | | Vasco dos Santos Gonçalves (1921–2005) | 1974. július 18.                                    | 1975. szeptember 19.                                | Független                                           |                                                     |
| 103                                                  | Francisco da Costa Gomes (1974–1976) | Vasco dos Santos Gonçalves (1921–2005) | 1974. július 18.                                    | 1975. szeptember 19.                                | Független                                           |                                                     |
| 103                                                  | 1975-ös alkotmányozó nemzetgyűlési választás | Vasco dos Santos Gonçalves (1921–2005) |                                                     |                                                     | Független                                           |                                                     |
| 103                                                  | A hadsereg ezredese, jó kapcsolatokkal a Portugál Kommunista Párthoz; bankok és biztosítótársaságok államosítása az 1975. március 11-i események után; földreform; minimálbér bevezetése | Vasco dos Santos Gonçalves (1921–2005) |                                                     |                                                     |                                                     |                                                     |
| 104                                                  | | José Baptista Pinheiro de Azevedo (1917–1983) | 1975. szeptember 19.                                | 1976. június 23.                                    | Független                                           |                                                     |
| 104                                                  | — | José Baptista Pinheiro de Azevedo (1917–1983) |                                                     |                                                     | Független                                           |                                                     |
| 104                                                  | 1975. november 25-i államcsíny; Portugália új alkotmányának jóváhagyása. | José Baptista Pinheiro de Azevedo (1917–1983) |                                                     |                                                     |                                                     |                                                     |
| -                                                    | | Vasco Fernando Leotte de Almeida e Costa (1932–2010) ideiglenes | 1976. június 23.                                    | 1976. július 23.                                    | Független                                           |                                                     |
| -                                                    | — | Vasco Fernando Leotte de Almeida e Costa (1932–2010) ideiglenes |                                                     |                                                     | Független                                           |                                                     |
| -                                                    | belügyminiszter Pinheiro de Azevedo kormányában; Azevedo szívrohama után ideiglenes miniszterelnök. | Vasco Fernando Leotte de Almeida e Costa (1932–2010) ideiglenes |                                                     |                                                     |                                                     |                                                     |
| Alkotmányos kormányt vezető miniszterelnökök (1976–) | | |                                                     |                                                     |                                                     |                                                     |
| 105                                                  | | Mário Alberto Nobre Lopes Soares (1924–2017) | 1976. július 23.                                    | 1978. augusztus 28.                                 | Szocialista                                         | António Ramalho Eanes (1976–1986)                   |
| 105                                                  | 1976-os törvényhozási választás | Mário Alberto Nobre Lopes Soares (1924–2017) |                                                     |                                                     | Szocialista                                         |                                                     |
| 105                                                  | Az első demokratikusan megválasztott miniszterelnök; 1976–78-as portugál gazdasági válság; Nemzetközi Valutaalap kölcsöne; Portugália tagfelvételi kérelmének benyújtása az EGK-ba. | Mário Alberto Nobre Lopes Soares (1924–2017) |                                                     |                                                     |                                                     |                                                     |
| 106                                                  | | Alfredo Jorge Nobre da Costa (1923–1996) | 1978. augusztus 28.                                 | 1978. november 22.                                  | Független                                           |                                                     |
| 106                                                  | — | Alfredo Jorge Nobre da Costa (1923–1996) |                                                     |                                                     | Független                                           |                                                     |
| 106                                                  | Elnöki határozattal került kinevezésre. Lemondott, amikor kormánya nem nyerte el a Ház többségét. | Alfredo Jorge Nobre da Costa (1923–1996) |                                                     |                                                     |                                                     |                                                     |
| 107                                                  | | Carlos Alberto da Mota Pinto (1936–1985) | 1978. november 22.                                  | 1979. augusztus 1.                                  | Független                                           |                                                     |
| 107                                                  | — | Carlos Alberto da Mota Pinto (1936–1985) |                                                     |                                                     | Független                                           |                                                     |
| 107                                                  | Elnöki kijelöléssel került hatalomra. | Carlos Alberto da Mota Pinto (1936–1985) |                                                     |                                                     |                                                     |                                                     |
| 108                                                  | | Maria de Lourdes Ruivo da Silva de Matos Pintasilgo (1930–2004) | 1979. augusztus 1.                                  | 1980. január 3.                                     | Független                                           |                                                     |
| 108                                                  | — | Maria de Lourdes Ruivo da Silva de Matos Pintasilgo (1930–2004) |                                                     |                                                     | Független                                           |                                                     |
| 108                                                  | Elnöki kijelöléssel került hatalomra; Portugália első és egyetlen női miniszterelnöke; a Nemzeti Egészségügyi Szolgálat létrehozása. | Maria de Lourdes Ruivo da Silva de Matos Pintasilgo (1930–2004) |                                                     |                                                     |                                                     |                                                     |
| 109                                                  | | Francisco Manuel Lumbrales de Sá Carneiro (1934–1980) | 1980. január 3.                                     | 1980. december 4. (meghalt)                         | Szociáldemokrata                                    |                                                     |
| 109                                                  | 1979-es és 1980-as törvényhozási választások | Francisco Manuel Lumbrales de Sá Carneiro (1934–1980) |                                                     |                                                     | Szociáldemokrata                                    |                                                     |
| 109                                                  | A Forradalom óta az első jobb-közép miniszterelnök; az Azori-szigeteken 1980-ban pusztító földrengés; repülőgép-szerencsétlenségben vesztette életét. Az esemény kapcsán számos összeesküvési teória született. | Francisco Manuel Lumbrales de Sá Carneiro (1934–1980) |                                                     |                                                     |                                                     |                                                     |
| 110                                                  | | Diogo Pinto de Freitas do Amaral (1941–2019) ideiglenes | 1980. december 4.                                   | 1981. január 9.                                     | Democratic and Social Centre                        |                                                     |
| 110                                                  | — | Diogo Pinto de Freitas do Amaral (1941–2019) ideiglenes |                                                     |                                                     | Democratic and Social Centre                        |                                                     |
| 110                                                  | miniszterelnök-helyettes és külügyminiszter Sá Carneiro kormányában; a miniszterelnök halála után ideiglenes miniszterelnök. | Diogo Pinto de Freitas do Amaral (1941–2019) ideiglenes |                                                     |                                                     |                                                     |                                                     |
| 111                                                  | | Francisco José Pereira Pinto Balsemão (1937–) | 1981. január 9.                                     | 1983. június 9.                                     | Szociáldemokrata                                    |                                                     |
| 111                                                  | — | Francisco José Pereira Pinto Balsemão (1937–) |                                                     |                                                     | Szociáldemokrata                                    |                                                     |
| 111                                                  | 1982-es alkotmányos revízió; a Forradalmi Tanács megszüntetése; a portugál Alkotmánybíróság létrehozása; lemondott az 1982-es választáson elért gyenge eredmény miatt. | Francisco José Pereira Pinto Balsemão (1937–) |                                                     |                                                     |                                                     |                                                     |
| 112                                                  | | Mário Alberto Nobre Lopes Soares (1924–2017) (2. alkalom) | 1983. június 9.                                     | 1985. november 6.                                   | Szocialista                                         |                                                     |
| 112                                                  | 1983-as törvényhozási választás | Mário Alberto Nobre Lopes Soares (1924–2017) (2. alkalom) |                                                     |                                                     | Szocialista                                         |                                                     |
| 112                                                  | Portugália belépése az EGK-ba; 1983–1985-ös gazdasági válság; Nemzetközi Valutaalap hitelnyújtása. | Mário Alberto Nobre Lopes Soares (1924–2017) (2. alkalom) |                                                     |                                                     |                                                     |                                                     |
| 113                                                  | | Aníbal António Cavaco Silva (1939–) | 1985. november 6.                                   | 1995. október 28.                                   | Szociáldemokrata                                    |                                                     |
| 113                                                  | Mário Soares (1986–1996) | Aníbal António Cavaco Silva (1939–) | 1985. november 6.                                   | 1995. október 28.                                   | Szociáldemokrata                                    |                                                     |
| 113                                                  | 1985-ös, 1987-es 1991-es törvényhozási választások | Aníbal António Cavaco Silva (1939–) |                                                     |                                                     | Szociáldemokrata                                    |                                                     |
| 113                                                  | Demokráciában leghosszabb ideig szolgáló miniszterelnök; gazdasági növekedés; több állami tulajdonú iparág privatizálása; a Forradalom óta először nyert egy párt abszolút többséget; 1989-as és 1992-es alkotmánymódosítások; rendőri tiltakozások; a Maastrichti Egyezmény aláírása; a Hidegháború vége; Öbölháború; a magán TV-társaságok legalizálása Portugáliában. | Aníbal António Cavaco Silva (1939–) |                                                     |                                                     |                                                     |                                                     |
| 114                                                  | | António Manuel de Oliveira Guterres (1949–) | 1995. október 28.                                   | 2002. április 6.                                    | Szocialista                                         |                                                     |
| 114                                                  | Jorge Sampaio (1996–2006) | António Manuel de Oliveira Guterres (1949–) | 1995. október 28.                                   | 2002. április 6.                                    | Szocialista                                         |                                                     |
| 114                                                  | 1995-ös és 1999-es törvényhozási választások | António Manuel de Oliveira Guterres (1949–) |                                                     |                                                     | Szocialista                                         |                                                     |
| 114                                                  | Expo 98; Makaó visszaadása Kínának; Kelet-Timori kérdés; az Alkotmány 1997-es és 2001-es revíziója; a kábítószerhasználat dekriminalizációja; Portugália bevezeti az Eurót; lemondott a 2001-es katasztrofális helyi választások eredménye miatt. | António Manuel de Oliveira Guterres (1949–) |                                                     |                                                     |                                                     |                                                     |
| 115                                                  | | José Manuel Durão Barroso (1956–) | 2002. április 6.                                    | 2004. július 17.                                    | Szociáldemokrata                                    |                                                     |
| 115                                                  | 2002-es törvényhozási választás | José Manuel Durão Barroso (1956–) |                                                     |                                                     | Szociáldemokrata                                    |                                                     |
| 115                                                  | Prestige olaj katasztrófa; 2003-as portugál erdőtüzek; Iraki háború; UEFA Euro 2004; 2004-es alkotmánymódosítás; Lemondott, hogy az Európai Bizottság elnöke címet megszerezhesse. | José Manuel Durão Barroso (1956–) |                                                     |                                                     |                                                     |                                                     |
| 116                                                  | | Pedro Miguel de Santana Lopes (1956–) | 2004. július 17.                                    | 2005. március 12.                                   | Szociáldemokrata                                    |                                                     |
| 116                                                  | — | Pedro Miguel de Santana Lopes (1956–) |                                                     |                                                     | Szociáldemokrata                                    |                                                     |
| 116                                                  | Lisszabon polgármestere (2002-2004, 2005). José Manuel Barrosót követte a miniszterelnöki poszton; lemondott, mert a köztársasági elnök feloszlatta a Parlamentet. | Pedro Miguel de Santana Lopes (1956–) |                                                     |                                                     |                                                     |                                                     |
| 117                                                  | | Jose Sócrates de Carvalho Pinto de Sousa (1957–) | 2005. március 12.                                   | 2011. június 21.                                    | Szocialista                                         |                                                     |
| 117                                                  | Aníbal Cavaco Silva (2006–2016) | Jose Sócrates de Carvalho Pinto de Sousa (1957–) | 2005. március 12.                                   | 2011. június 21.                                    | Szocialista                                         |                                                     |
| 117                                                  | 2005-ös és 2009-es törvényhozási választások | Jose Sócrates de Carvalho Pinto de Sousa (1957–) |                                                     |                                                     | Szocialista                                         |                                                     |
| 117                                                  | A Szocialista Párt először ért el abszolút többséget; 2005-ös alkotmánymódosítás; 2005-ös erdőtüzek; 2007-es portugál népszavazás az abortuszról; Lisszaboni szerződés; azonos neműek házassága Portugáliában; 2011-es portugál tüntetések; 2010–13-as portugál pénzügyi krízis.                                                                                         | Jose Sócrates de Carvalho Pinto de Sousa (1957–) |                                                     |                                                     |                                                     |                                                     |
| 118                                                  | | Pedro Manuel Mamede Passos Coelho (1964–) | 2011. június 21.                                    | 2015. november 26.                                  | Szociáldemokrata                                    |                                                     |
| 118                                                  | 2011-es és 2015-ös törvényhozási választások | Pedro Manuel Mamede Passos Coelho (1964–) |                                                     |                                                     | Szociáldemokrata                                    |                                                     |
| 118                                                  | Előrehozott választáson nyert el mandátumát a 2010–2013-as portugál pénzügyi válság során; a BES és az ESFG korrupciós és pénzmosási botránya; megnyerte a 2015-ös választást, de nem sikerült többségi kormányt előterjeszteni; 10 nappal a hivatalára letett eskü után bizalmatlansági szavazás során elveszítette megbízatását.                                       | Pedro Manuel Mamede Passos Coelho (1964–) |                                                     |                                                     |                                                     |                                                     |
| 119                                                  | | António Luís Santos da Costa (1961–) | 2015. november 26.                                  | 2024. április 2.                                    | Szocialista                                         | Marcelo Rebelo de Sousa (2016–)                     |
| 119                                                  | 2015-ös, 2019-es és 2022-es törvényhozási választások | António Luís Santos da Costa (1961–) |                                                     |                                                     | Szocialista                                         |                                                     |
| 119                                                  | Első miniszterelnök, aki a választáson második helyet elért párt nevében dolgozik; parlamenti megállapodásában a Baloldali Blokk, a Portugál Kommunista Párt és az Ökologista Párt "The Greens" vesznek részt; 2017-es portugál erdőtüzek; korrupciós botrányok, José Sócrates részvételével, távozása a Szocialista Pártból.                                            | António Luís Santos da Costa (1961–) |                                                     |                                                     |                                                     |                                                     |
| 120                                                  | | Luís Filipe Montenegro Cardoso de Morais Esteves (1973-) | 2024. április 2.                                    | hivatalban                                          | Szociáldemokrata                                    |                                                     |
| 120                                                  | 2024-es törvényhozási választások | Luís Filipe Montenegro Cardoso de Morais Esteves (1973-) |                                                     |                                                     | Szociáldemokrata                                    |                                                     |
| 120                                                  | | |                                                     |                                                     |                                                     |                                                     |

## További információ
- Portugália uralkodóinak listája

- WORLD STATESMEN.org (Portugal)
- Prime Ministers since 1910
- Portuguese General Elections since 1820